# Collegio elettorale di Milano VI (Regno di Sardegna)
Il collegio elettorale di Milano VI è stato un collegio elettorale uninominale del Regno di Sardegna, uno dei 30 collegi della provincia di Milano. Fu istituito con la legge 20 novembre 1859, n. 3778.

## Cronologia
Nel collegio si svolsero votazioni per una sola legislatura.

## Dati elettorali

### VII legislatura
Le votazioni si svolsero in 387 collegi uninominali a doppio turno. Come previsto dalla legge elettorale del 20 novembre 1859, era eletto al primo turno il candidato che «riunisce in suo favore più del terzo dei voti del total numero dei membri componenti il collegio e più della metà dei suffragi dati dai votanti presenti all'adunanza» (art. 91). Se nessun candidato era eletto, al ballottaggio tra i due candidati con più voti era eletto chi otteneva il maggior numero di voti (art. 92) o, in caso di ugual numero di voti, il maggiore d'età (art. 93).
| Partito                            | Partito                            | Candidato                          | Primo turno 25 marzo 1860 | Primo turno 25 marzo 1860 | Ballottaggio 29 marzo 1860 | Ballottaggio 29 marzo 1860 |
| Partito                            | Partito                            | Candidato                          | Voti                      | %                         | Voti                       | %                          |
| ---------------------------------- | ---------------------------------- | ---------------------------------- | ------------------------- | ------------------------- | -------------------------- | -------------------------- |
|                                    | —                                  | Agostino Bertani                   | 197                       | 24,14                     | 408                        | 56,67                      |
|                                    | —                                  | Tullo Massarani                    | 407                       | 49,88                     | 312                        | 43,33                      |
|                                    | —                                  | Giuseppe Sirtori                   | 194                       | 23,77                     |                            |                            |
|                                    | —                                  | Carlo Cattaneo                     | 18                        | 2,21                      |                            |                            |
|                                    |                                    |                                    |                           |                           |                            |                            |
| Iscritti                           | Iscritti                           | Iscritti                           | 1 101                     | 100,00                    | 1 101                      | 100,00                     |
| ↳ Votanti (% su iscritti)          | ↳ Votanti (% su iscritti)          | ↳ Votanti (% su iscritti)          | 885                       | 80,38                     | 722                        | 65,58                      |
| ↳ Voti validi (% su votanti)       | ↳ Voti validi (% su votanti)       | ↳ Voti validi (% su votanti)       | 816                       | 92,20                     | 720                        | 99,72                      |
| ↳ Schede non valide (% su votanti) | ↳ Schede non valide (% su votanti) | ↳ Schede non valide (% su votanti) | 69                        | 7,80                      | 2                          | 0,28                       |
| ↳ Astenuti (% su iscritti)         | ↳ Astenuti (% su iscritti)         | ↳ Astenuti (% su iscritti)         | 216                       | 19,62                     | 379                        | 34,42                      |